# Schwalbach, Saarland
Schwalbach är en kommun i Landkreis Saarlouis i förbundslandet Saarland i Tyskland.
De tidigare kommunerna Bous/Saar, Elm/Saar, Ensdorf och Hülzweiler uppgick i den nya kommunen Schwalbach 1 januari 1974. Ensdorf utgick ur kommen och bildade igen en egen kommun 1 januari 1982.